# Dandadji
Dandadji (auch: Dan Dadji, Dandaji und Dan Daji) ist ein Dorf in der Stadtgemeinde Illéla in Niger.

## Geographie
Das Hausa-Dorf liegt rund 23 Kilometer südwestlich des Stadtzentrums von Illéla, der Hauptstadt des gleichnamigen Departements Illéla in der Region Tahoua.

## Geschichte
Der nigrische Staatspräsident Mahamadou Issoufou ist 1952 in Dandadji geboren. Sein Vater hatte dort bis zu seinem Tod 1963 als zehnter traditioneller Ortschef gewirkt. Issoufou verbrachte seine Sommerurlaube im August üblicherweise in Dandadji. Seine Aufenthalte standen im Ruf, dass währenddessen große Entscheidungen der Regierung vorbereitet wurden und dass es einfacher war, in seinem Heimatdorf beim Präsidenten vorzusprechen als in der Hauptstadt Niamey.
Nach Issoufous Amtsantritt 2011 profitierte Dandadji von einer Reihe an Infrastrukturmaßnahmen. Eine Verbesserung der ins Dorf führenden Nebenstraßen wurde in Angriff genommen. Die Architektinnen Mariam Kamara aus Niger und Yasaman Esmaili aus Iran planten den Umbau der alten Ortsmoschee – ein Werk des Baumeisters Falké Barmou, dem Erbauer der bedeutenden Großen Moschee von Yama in Badaguichiri – zu einer Bibliothek sowie die Errichtung einer neuen Moschee in deren unmittelbarer Umgebung. Das Bauprojekt wurde mit dem LafargeHolcim Award 2017 for Middle East Africa und mit dem Global LafargeHolcim Award 2018 in Silber der LafargeHolcim Foundation for Sustainable Construction ausgezeichnet. Nach Entwürfen von Mariam Kamara und Harouna Diallo wurde ferner der 7530 Quadratmeter große Marktplatz umgestaltet. Die Marktstände wurden permanent errichtet und mit zahlreichen verschiedenenfarbigen und schirmartigen Sonnendächern versehen.

## Bevölkerung
Bei der Volkszählung 2012 hatte Dandaji 2539 Einwohner, die in 365 Haushalten lebten. Bei der Volkszählung 2001 betrug die Einwohnerzahl 1675 in 262 Haushalten und bei der Volkszählung 1988 belief sich die Einwohnerzahl auf 1686 in 301 Haushalten.